# JA Solar
JA Solar es una compañía de la República Popular de China que comercializa productos de energía solar. Diseña, desarrolla, fabrica y vende células solares y módulos solares. La compañía fabrica células solares tanto monocristalinas como policristalinas. Vende sus productos principalmente a través de un equipo de ventas y personal de marketing a fabricantes de módulos solares, quienes reúnen e integran sus células solares a módulos y sistemas que convierten la luz solar en electricidad. JA Solar también vende sus productos a clientes en Alemania, Suecia, España, Corea del Sur, y los Estados Unidos. La compañía fue fundada en 2005 y tiene su sede en Ningjin, China. A partir de diciembre de 2009, sus inversores empezaron a notar el crecimiento de la cuota de mercado de JA Solar, apoyado fuertemente en los subsidios y ayudas a las empresas de energía solar por parte del Gobierno chino.